# Copa CECAFA 1988
La Copa CECAFA 1988 fue la 15.ª edición de este torneo de fútbol a nivel de selecciones nacionales organizado por la CECAFA y que contó con la participación de 8 naciones representantes de África Oriental y África Central.
Malaui venció a Zambia en la final disputada en Malaui para coronarse campeón del torneo por tercera ocasión. El campeón defensor Etiopía fue eliminado en la fase de grupos.

## Fase de grupos

### Grupo A
Los partidos se jugaron en Lilongüe.
| Nación   | Pts | J | G | E | P | GF | GC | GD |
| -------- | --- | - | - | - | - | -- | -- | -- |
| Malaui   | 5   | 3 | 2 | 1 | 0 | 4  | 0  | +4 |
| Kenia    | 3   | 3 | 1 | 1 | 1 | 2  | 3  | -1 |
| Tanzania | 2   | 3 | 0 | 2 | 1 | 0  | 1  | -1 |
| Zanzíbar | 2   | 3 | 1 | 0 | 2 | 1  | 3  | -2 |

| Nación 1 | Nación 2 | Resultado |
| -------- | -------- | --------- |
| Malaui   | Tanzania | 0-0       |
| Kenia    | Zanzíbar | 2-0       |
| Zanzíbar | Malaui   | 0-1       |
| Tanzania | Kenia    | 0-0       |
| Malaui   | Kenia    | 3-0       |
| Zanzíbar | Tanzania | 1-0       |

### Grupo B
Los partidos se jugaron en Blantyre.
| Nación   | Pts | J | G | E | P | GF | GC | GD |
| -------- | --- | - | - | - | - | -- | -- | -- |
| Zambia   | 4   | 3 | 1 | 2 | 0 | 4  | 1  | +3 |
| Zimbabue | 4   | 3 | 1 | 2 | 0 | 3  | 2  | +1 |
| Etiopía  | 3   | 3 | 1 | 1 | 1 | 3  | 3  | 0  |
| Uganda   | 1   | 3 | 0 | 1 | 2 | 1  | 5  | -4 |

| Nación 1 | Nación 2 | Resultado |
| -------- | -------- | --------- |
| Zambia   | Etiopía  | 0-0       |
| Uganda   | Zimbabue | 0-0       |
| Zimbabue | Zambia   | 1-1       |
| Etiopía  | Uganda   | 2-1       |
| Zambia   | Uganda   | 3-0       |
| Zimbabue | Etiopía  | 2-1       |

## Semifinales
| Equipo 1 | Agr. | Equipo 2 | Ida  | Vuelta |
| -------- | ---- | -------- | ---- | ------ |
| Malaui   | 2-0  | Zimbabue | 0-01 | 2-02   |

1- El partido fue abandonado al minuto 107 del tiempo extra por fallas en la iluminación.

2- El partido se repitió al día siguiente desde el inicio.
| Equipo 1 | Resultado | Equipo 2 |
| -------- | --------- | -------- |
| Zambia   | 1-0       | Kenia    |

## Tercer Lugar
| Equipo 1 | Resultado   | Equipo 2 |
| -------- | ----------- | -------- |
| Kenia    | 0-0 (3-2 p) | Zimbabue |

## Final
| Equipo 1 | Resultado  | Equipo 2 |
| -------- | ---------- | -------- |
| Malaui   | 3-1 (t.e.) | Zambia   |

## Campeón
| Copa CECAFA 1988  |
| ----------------- |
| Bandera de Malaui |
| Malaui 3º Título  |